# Оппер, Бернард
Бернард «Берни» Оппер (англ. Bernard "Bernie" Opper; 1 сентября 1915, Бронкс, Нью-Йорк, США — 24 февраля 2000, Энсино, Лос-Анджелес, Калифорния, США) — американский профессиональный баскетболист. Двукратный чемпион АБЛ в сезонах 1942/1943 и 1944/1945 годов.

## Ранние годы
Бернард Оппер родился 1 сентября 1915 года в Бронксе, континентальном боро Нью-Йорка, учился там же в средней школе имени Говернера Морриса, в которой играл за местную баскетбольную команду.

## Студенческая карьера
В 1939 году закончил Кентуккийский университет, где в течение трёх лет играл за команду «Кентукки Уайлдкэтс», в которой провёл успешную карьеру под руководством тренера, члена Зала славы баскетбола, Адольфа Раппа, набрав в 59 матчах 265 очков (в среднем 4,5 за игру). При Оппере «Уайлдкэтс» по два раза выигрывали регулярный чемпионат (1937, 1939) и турнир Юго-Восточной конференции (1938—1939), но ни разу не выходили в плей-офф студенческого чемпионата США. Последние два сезона в составе «Уайлдкэтс» Бернард включался в первую сборную всех звёзд Юго-Восточной конференции. В своём последнем сезоне в NCAA, будучи капитаном «Уайлдкэтс», Оппер был признан лучшим игроком команды, за что по его итогам был включён во вторую всеамериканскую сборную NCAA.

## Профессиональная карьера
Играл на позиции разыгрывающего защитника и атакующего защитника. В 1939 году Бернард Оппер заключил соглашение с командой «Детройт Иглс», выступавшей в Национальной баскетбольной лиге (НБЛ). Позже выступал за команды «Филадельфия СФХАс» (АБЛ) и «Джерси-Сити Атомс» (АБЛ). Всего в АБЛ провёл 7 сезонов, а в НБЛ — два неполных сезона. В сезонах 1942/1943 и 1944/1945 годов, будучи одноклубником Осси Шектмана и Ирва Торгоффа, Оппер в составе «СФХАс» стал двукратным чемпионом АБЛ, набрав в итоге 347 очков. Кроме того при Оппере «СФХАс» дважды становились вице-чемпионами АБЛ (1944 и 1946), проиграв в финале «Уилмингтон Бомберс» и «Балтимор Буллетс» соответственно. «Филадельфия СФХАс» присоединилась к АБЛ в 1933 году и доминировала в лиге на протяжении 15-ти лет, выиграв за это время семь чемпионских титулов. Всего за карьеру в НБЛ Бернард сыграл 32 игры, в которых набрал 110 очков (в среднем 3,4 за игру). Помимо этого Оппер в составе «Иглс» два раза участвовал во Всемирном профессиональном баскетбольном турнире, став его победителем в 1941 году.

## Семья и смерть
Бернард Оппер умер в четверг, 24 февраля 2000 года, на 85-м году жизни в районе Энсино (Лос-Анджелес, Калифорния).